# Kuki Jositaka
Kuki Jositaka (九鬼 嘉隆; Hepburn: Yoshitaka Kuki; 1542 – 1600. november 17.) japán katona a hadakozó fejedelemségek korában, kezdetben Oda Nobunaga majd Tojotomi Hidejosi szolgálatában.

## Élete
Kuki az 1570-es években szövetkezett Oda Nobunagával, és a flottáját irányította az ikkó ikki elleni szárazföldi hadműveletek támogatására. 1574-ben neki köszönhetően Oda harmadszorra be tudta venni Nagasima erődjét. 1576-ban az első kizugavagucsi csatában vereséget szenvedett a Móriktól, ám 1578-ban, a második kizugavagucsi csatában legyőzte flottájukat, az ellenséges nyilak és puskagolyók ellen védelmet nyújtó vassal megerősített hajókat használva.
1587-ben Tojotomi Hidejosi flottáját vezette a kjúsúi hadjáratban Konisi Jukinaga, Vakiszaka Jaszuharu és Kató Josiaki oldalán. Három évvel később Vakiszakával és Katóval Odavara és Simoda ostromát vezette. Továbbra is ő maradt Hidejosi flottájának vezetője, és 1592-ben, Korea japán inváziójakor zászlóshajójáról, a Nipponmaruról irányította hajóit.
A szekigaharai csatában Tojotomi oldalán harcolt, míg fia, Kuki Moritaka Tokugava Iejaszuén. A vereség után szeppukut követett el.

## Fordítás
- Ez a szócikk részben vagy egészben  a   Kuki Yoshitaka című angol Wikipédia-szócikk ezen változatának fordításán alapul.  Az eredeti cikk szerkesztőit annak laptörténete sorolja fel. Ez a jelzés csupán a megfogalmazás eredetét és a szerzői jogokat jelzi, nem szolgál a cikkben szereplő információk forrásmegjelöléseként.